# شصت و نهمین جشنواره بین‌المللی فیلم برلین
شصت و نهمین جشنوارهٔ بین‌المللی فیلم برلین (انگلیسی: 69th Berlin International Film Festival) از ۷ تا ۱۷ فوریهٔ ۲۰۱۹ برگزار شد. محبت غریبه‌ها به کارگردانی لونه شرفیگ فیلم افتتاحیهٔ این جشنواره بود.
مترادف‌ها به کارگردانی نداو لاپید برندهٔ خرس طلایی این دوره از جشنواره شد.

## هیئت داوران

### رقابت اصلی

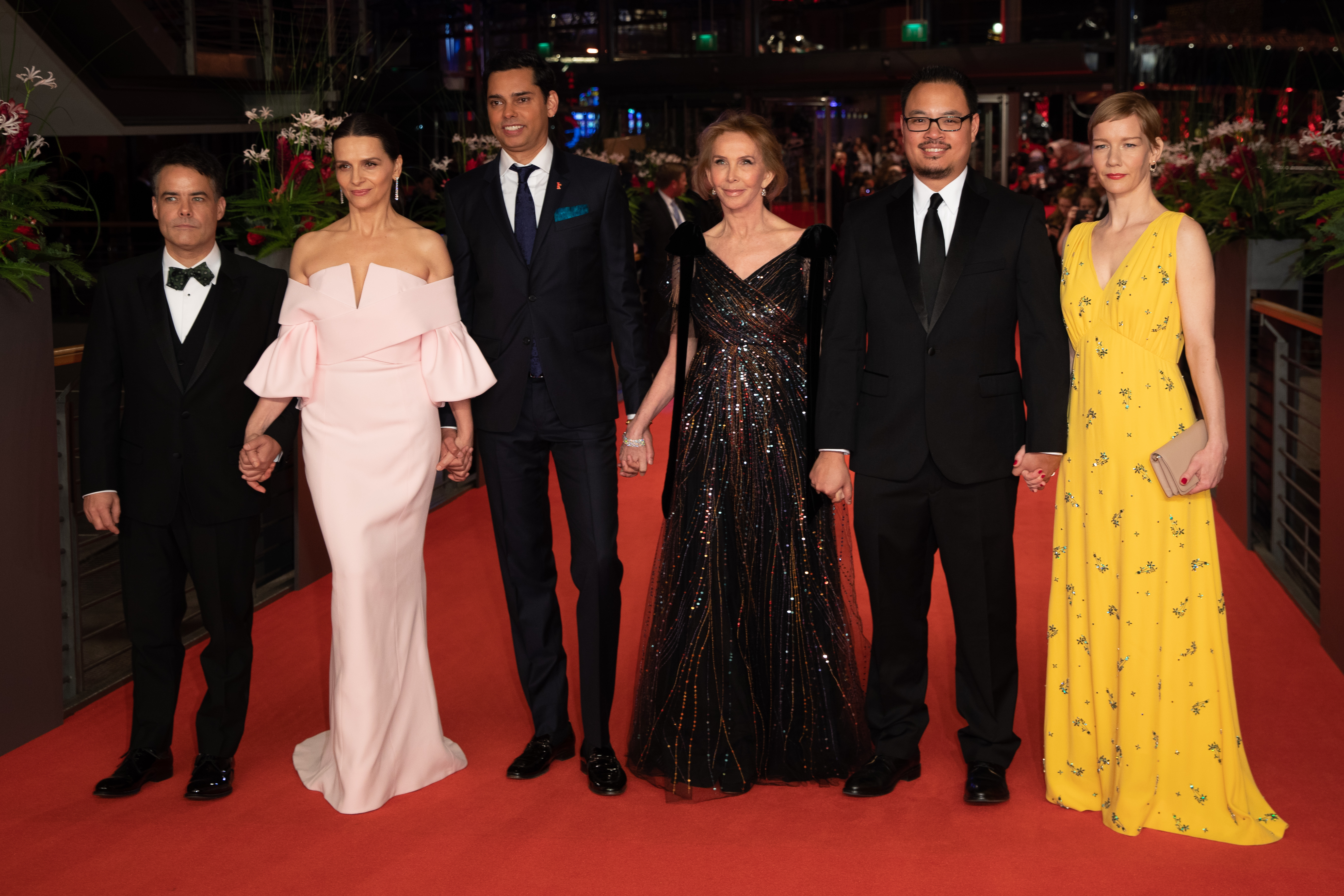
هیئت داوران رقابت اصلی در مراسم اختتامیهٔ جشنواره: (از چپ به راست) سباستین للیو، ژولیت بینوش، راجندرا روی، ترودی استایلر، جاستین چنگ، و زاندرا هولر.

افراد زیر اعضای هیئت داوران بخش رقابتی برلیناله بودند:
- ژولیت بینوش (رئیس هیئت داوران)، بازیگر فرانسوی
- جاستین چنگ، منتقد فیلم آمریکایی
- زاندرا هولر، بازیگر آلمانی
- سباستین للیو، کارگردان فیلم آرژانتینی-شیلیایی
- راجندرا روی، نمایشگاه‌گردان آمریکایی
- ترودی استایلر، بازیگر، تهیه‌کننده و کارگردان فیلم بریتانیایی

## نخستین فیلم بلند
افراد زیر اعضای هیئت داوران جایزهٔ بهترین فیلم اول بلند بودند:
- Katja Eichinger، نویسنده و تهیه‌کنندهٔ فیلم آلمانی
- آلن گومیس، کارگردان فیلم و فیلم‌نامه‌نویس فرانسوی-سنگالی
- ویوین کو، تهیه‌کنندهٔ فیلم، کارگردان و فیلم‌نامه‌نویس چینی

### فیلم کوتاه
افراد زیر اعضای هیئت داوران بخش فیلم‌های کوتاه برلیناله بودند:
- Jeffrey Bowers، نمایشگاه‌گردان آمریکایی
- Vanja Kaludjercic، برنامه‌نویس کروات
- Koyo Kouoh، نویسنده و نمایشگاه‌گردان کامرونی

## فیلم‌ها

### بخش رقابتی
فیلم‌های زیر برای بخش رقابت اصلی برای کسب جوایز خرس طلایی و خرس نقره‌ای انتخاب شده بودند:
| عنوان                             | عنوان اصلی                          | کارگردان(ها)           | کشور                                                                |
| --------------------------------- | ----------------------------------- | ---------------------- | ------------------------------------------------------------------- |
| به لطف خدا                        | Grâce à dieu                        | فرانسوا اوزون          | فرانسه                                                              |
| الیسا و مارسلا*                   | Elisa y Marcela                     | ایزابل کوشت            | اسپانیا                                                             |
| گلچین شهر ارواح                   | Répertoire des villes disparues     | دنی کوت                | کانادا                                                              |
| خدا وجود دارد، نام او پترونیا است | Gospod postoi, imeto i' e Petrunija | تئونا استروگار میتفسکا | بلژیک، کرواسی، فرانسه، مقدونیه، اسلوونی                             |
| دستکش طلایی                       | Der Goldene Handschuh               | فاتح آکین              | فرانسه، آلمان                                                       |
| زمین زیر پای من*                  | Der Boden unter den Füßen           | ماری کروتزر            | اتریش                                                               |
| محبت غریبه‌ها                      | The Kindness of Strangers           | لونه شرفیگ             | کانادا، دانمارک، فرانسه، آلمان، سوئد، بریتانیا، ایالات متحدهٔ آمریکا |
| من خانه بودم، اما                 | Ich war zuhause, aber               | آنگلا شانیلیک          | آلمان، صربستان                                                      |
| آقای جونز                         | Mr. Jones                           | آگنیشکا هولاند         | لهستان، اوکراین، بریتانیا                                           |
| آنداگ                             | Öndög                               | وانگ کوانان            | مغولستان                                                            |
| یک لحظه                           | Yi miao zhong                       | ژانگ ییمو              | چین                                                                 |
| از اسب‌های ربوده‌شده                | Ut og stjæle hester                 | هانس پتر مولان         | دانمارک، نروژ، سوئد                                                 |
| پیراناها                          | La paranza dei bambini              | کلودیو جووانزی         | ایتالیا                                                             |
| بدرود، پسرم                       | Di jiu tian chang                   | وانگ زیائوشوای         | چین                                                                 |
| مترادف‌ها*                         | Synonymes                           | نداو لاپید             | فرانسه، آلمان، اسرائیل                                              |
| خرابکار سیستم                     | Systemsprenger                      | نورا فینگشیت           | آلمان                                                               |
| قصه سه خواهر                      | Kız Kardeşler                       | امین آلپر              | آلمان، یونان، هلند، ترکیه                                           |

### ویژه برلیناله
فیلم‌های زیر برای بخش ویژه برلیناله انتخاب شدند:
| عنوان                                           | عنوان اصلی                                          | کارگردان(ها)                                         | کشور                            |
| ----------------------------------------------- | --------------------------------------------------- | ---------------------------------------------------- | ------------------------------- |
| آنتروپوسین: دوره انسان                          | Anthropocene: The Human Epoch                       | جنیفر بیچوال، Nicholas de Pencier و Edward Burtynsky | کانادا                          |
| پسری که باد را مهار کرد                         | The Boy Who Harnessed the Wind                      | چویتل اجیوفور                                        | بریتانیا                        |
| برشت                                            | Brecht                                              | هاینریش برلوئر                                       | اتریش، آلمان                    |
| شمال                                            | El Norte                                            | گرگوری ناوا                                          | بریتانیا، ایالات متحدهٔ آمریکا   |
| پسر خیابان                                      | Gully Boy                                           | زویا اختر                                            | هند                             |
| می‌توانست بدتر باشد – ماریو آدورف                | Es hätte schlimmer kommen können - Mario Adorf      | دومینیک وسلی                                         | آلمان                           |
| بچه‌ها در مرکز توجه                              | Lampenfieber                                        | آلیس آگنسکرشنر                                       | آلمان                           |
| پیتر لیندبرگ – داستان زنان                      | Peter Lindbergh - Women Stories                     | ژان میشل ویشیت                                       | آلمان                           |
| عکس                                             | Photograph                                          | ریتش باترا                                           | آلمان، هند، ایالات متحدهٔ آمریکا |
| واترگیت                                         | Watergate                                           | چارلز فرگوسن                                         | ایالات متحدهٔ آمریکا             |
| فکر می‌کنی من کی هستم                            | Celle que vous croyez                               | سفی نبو                                              | فرانسه                          |
| شما تنها یک بار زندگی می‌کنید – تور دی توتن هوزن | Weil du nur einmal lebst - Die Toten Hosen auf Tour | کوردولا کابلیتز                                      | آلمان                           |

### پانوراما
فیلم‌های زیر برای بخش پانوراما انتخاب شدند:
| عنوان                              | عنوان اصلی                            | کارگردان(ها)                       | کشور                                                    |
| ---------------------------------- | ------------------------------------- | ---------------------------------- | ------------------------------------------------------- |
| ۳۷ ثانیه                           | ۳۷秒 (37-Byō)                         | هیکاری                             | ژاپن                                                    |
| اسید*                              | Кислота                               | الکساندر گورشلین                   | روسیه                                                   |
| همه عشق من                         | Geschwister                           | Edward Berger                      | آلمان                                                   |
| The Breath                         | Der Atem                              | Uli M Schueppel                    | آلمان                                                   |
| Brief Story from the Green Planet* | Breve historia del planeta verde      | Santiago Loza                      | آرژانتین، برزیل، آلمان، اسپانیا                         |
| Buoyancy                           |                                       | Rodd Rathjen                       | استرالیا                                                |
| در زنجیر                           | עינויים שלי                           | یارون شانی                         | آلمان، اسرائیل                                          |
| دافنه                              | Dafne                                 | فدریکو بوندی                       | ایتالیا                                                 |
| یک روز پس از رفتنم                 | היום שאחרי לאחת                       | نمرود الدار                        | اسرائیل                                                 |
| Divine Love                        | Divino Amor                           | Gabriel Mascaro                    | برزیل، شیلی، دانمارک، نروژ، سوئد، اروگوئه               |
| A Dog Barking at the Moon*         | 再见南屏晚钟                          | Xiang Zi                           | چین، اسپانیا                                            |
| اعضای خانواده                      | Los miembros de la familia            | ماتئو بندسکی                       | آرژانتین                                                |
| سرزمین پست                         | Flatland                              | جنا باس                            | آلمان، لوکزامبورگ، آفریقای جنوبی                        |
| Flesh Out                          |                                       | Michela Occhipinti                 | ایتالیا                                                 |
| گرتا*                              | Greta                                 | آماندو پراکا                       | برزیل                                                   |
| گودال جهنم                         | Hellhole                              | باس دِووس                           | بلژیک، هلند                                             |
| Holy Beasts*                       | La fiera y la fiesta                  | Laura Amelia Guzmán                | آرژانتین، جمهوری دومینیکن، مکزیک                        |
| Idol                               | Woo Sang                              | Lee Su-jin                         | کره جنوبی                                               |
| جسیکا برای همیشه                   | Jessica Forever                       | کارولین پوگی، Jonathan Vinel       | فرانسه                                                  |
| نور زندگی من                       |                                       | کیسی افلک                          | ایالات متحدهٔ آمریکا                                     |
| اواسط دهه نود                      | Mid90s                                | جونا هیل                           | ایالات متحدهٔ آمریکا                                     |
| Midnight Traveler                  |                                       | Hassan Fazili and Emelie Mahdavian | کانادا، قطر، بریتانیا، ایالات متحدهٔ آمریکا              |
| معجزه دریای سارگاسو*               | To thávma tis thálassas ton Sargassón | سیلاس تزومرکاس                     | آلمان، یونان، هلند، سوئد                                |
| مانوس*                             | Monos                                 | آلخاندرو لاندس                     | آرژانتین، کلمبیا، دانمارک، , آلمان، هلند، سوئد، اروگوئه |
| شب زیبا                            | Doch wir lächeln zurück               | زاور زیلوفون                       | آلمان                                                   |
| The Shadow Play                    | 风中有朵雨做的云                      | Lou Ye                             | چین                                                     |
| پوست (فیلم ۲۰۱۸)                   | Skin                                  | گای نتیف                           | ایالات متحدهٔ آمریکا                                     |
| سوغات (فیلم)                       | The Souvenir                          | جوانا هاگ                          | بریتانیا، ایالات متحدهٔ آمریکا                           |
| Staff Only                         |                                       | Neus Ballús                        | فرانسه، اسپانیا                                         |
| Stitches                           | Šavovi                                | Miroslav Terzić                    | بوسنی و هرزگوین، کرواسی، صربستان، اسلوونی               |
| لرزش‌ها*                            | Temblores                             | جایرو باستامانته                   | فرانسه، گواتمالا، لوکزامبورگ                            |

### پانوراما داکومنته
فیلم‌های زیر برای بخش مستند پانوراما (پانوراما داکومنته) انتخاب شدند:
| عنوان                | عنوان اصلی                                       | کارگردان(ها)            | کشور                          |
| -------------------- | ------------------------------------------------ | ----------------------- | ----------------------------- |
| Beauty and Decay*    | Schönheit & Vergänglichkeit                      | Annekatrin Hendel       | آلمان                         |
| سگی به نام پول       | A Dog Called Money                               | سیموس مورفی             | ایرلند، بریتانیا              |
| Lemebel*             |                                                  | Joanna Reposi Garibaldi | شیلی، کلمبیا                  |
| Normal*              |                                                  | Adele Tulli             | ایتالیا، سوئد                 |
| On the Starting Line | La Arrancada                                     | Aldemar Matias          | برزیل، کوبا، فرانسه           |
| Searching Eva*       |                                                  | Pia Hellenthal          | آلمان                         |
| سلفی                 | Selfie                                           | آگوستینو فرنته          | فرانسه، ایتالیا               |
| Serendipity          |                                                  | Prune Nourry            | ایالات متحدهٔ آمریکا           |
| شلیک کردن به مافیا   | Shooting the Mafia                               | کیم لانگینیتو           | ایرلند، بریتانیا              |
| System K             | Système K                                        | Renaud Barret           | فرانسه                        |
| Talking About Trees  |                                                  | Suhaib Gasmelbari       | چاد، فرانسه، آلمان، قطر، سوئد |
| در انتظار کارناوال   | Estou Me Guardando Para Quando O Carnaval Chegar | مارسلو گومز             | برزیل                         |
| Western Arabs        |                                                  | Omar Shargawi           | دانمارک، هلند                 |
| هنر پالین کیل        | What She Said: The Art of Pauline Kael           | روب گارور               | ایالات متحدهٔ آمریکا           |

### خارج از مسابقه
فیلم‌های زیر برای بخش خارج از مسابقه انتخاب شدند:
| عنوان                   | عنوان اصلی        | کارگردان(ها) | کشور                                        |
| ----------------------- | ----------------- | ------------ | ------------------------------------------- |
| لطف حیرت‌آور (فیلم ۲۰۱۸) | Amazing Grace     | آلن الیوت    | ایالات متحدهٔ آمریکا                         |
| خداحافظی با شب          | L'adieu à la nuit | آندره تشینه  | فرانسه، آلمان                               |
| ماریگلا                 | Marighella        | واگنر مورا   | برزیل                                       |
| مأمور مخفی (فیلم ۲۰۱۹)  | The Operative     | یووال آدلر   | فرانسه، آلمان، اسرائیل، ایالات متحدهٔ آمریکا |
| انیس واردا              | Varda par Agnès   | آنیس واردا   | فرانسه                                      |
| معاون                   | Vice              | آدام مک‌کی    | ایالات متحدهٔ آمریکا                         |

## کلید
| * | ویژگی دگرباشانه؛ واجد شرایط برای جایزهٔ تدی |

## جوایز
در این دوره جوایز زیر اهدا شد:

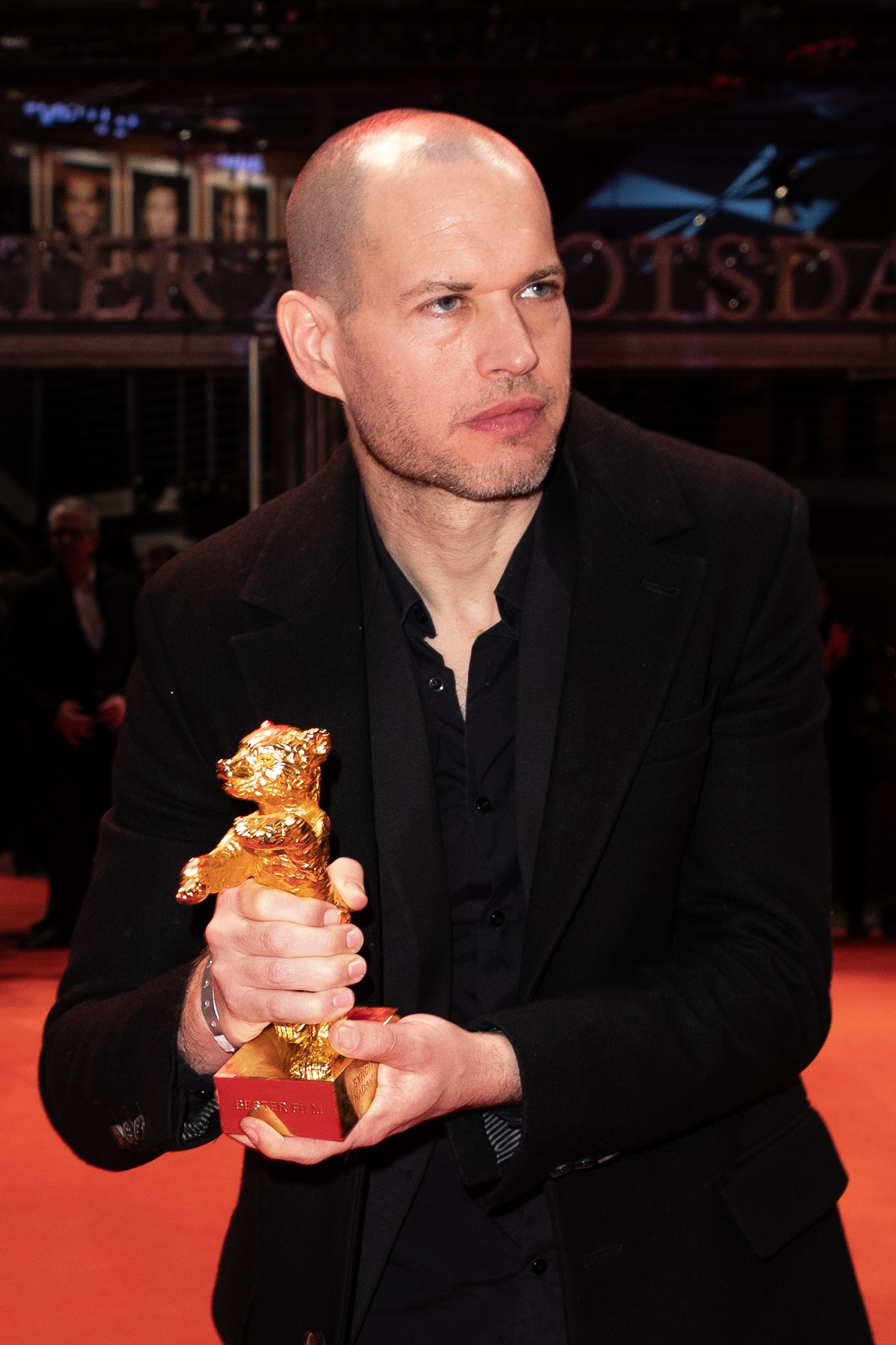
نداو لاپید با خرس طلایی در مراسم اختتامیهٔ جشنوارهٔ فیلم برلین ۲۰۱۹

- خرس طلایی – مترادف‌ها اثر نداو لاپید
- جایزه بزرگ هیئت داوران (خرس نقره‌ای) – به لطف خدا اثر فرانسوا اوزون
- جایزه آلفرد باوئر (خرس نقره‌ای) – خرابکار سیستم اثر نورا فینگشیت
- خرس نقره‌ای برای بهترین کارگردان – آنگلا شانیلیک برای من خانه بودم، اما
- خرس نقره‌ای برای بهترین بازیگر زن – یونگ می برای بدرود پسرم
- خرس نقره‌ای برای بهترین بازیگر مرد – وانگ جینگچون برای بدرود پسرم
- خرس نقره‌ای برای بهترین فیلم‌نامه – روبرتو ساویانو، کلودیو جیووانسی و روبرتو ساویانو برای پیراناها
- خرس نقره‌ای دستاورد هنری برجسته – راسموس ویده‌بک برای فیلم‌برداری اسب‌های ربوده‌شده
- خرس طلایی بهترین فیلم کوتاه – اومبرا اثر  فلورین فیشر  و یوهانس کرل
- جایزه تماشاگران پانوراما
  - رتبهٔ اول: ۳۷ ثانیه اثر هیکاری
  - رتبهٔ دوم: بخیه‌ها اثر میروسلاو ترزیچ
  - رتبهٔ سوم: سرزندگی اثر رود راتین
- جایزه تماشاگران پانوراما - پانوراما داکومنته
  - رتبهٔ اول: حرف زدن دربارهٔ درختان اثر سوهایب گاسملباری
  - رتبهٔ دوم: مسافر نیمه‌شب اثر حسن فضلی و امیلی مهدویان
  - رتبهٔ سوم: شلیک به مافیا اثر کیم لونگینوتو
- جایزه تدی
  - بهترین فیلم بلند: داستانی کوتاه از سیاره سبز اثر سانتیاگو لوزا
  - بهترین فیلم مستند/فیلم جستار: Lemebel اثر Joanna Reposi Garibaldi
  - بهترین فیلم کوتاه: Entropia اثر Flóra Anna Buda
  - جایزهٔ ویژهٔ هیئت داوران: A Dog Barking at the Moon اثر Xiang Zi
  - جایزهٔ ویژهٔ تدی: Falk Richter
- جایزهٔ فیپرشی
  - مسابقه: مترادف‌ها اثر نداو لاپید
  - پانوراما: دافنه اثر فدریکو بوندی
  - فروم: Die Kinder der Toten اثر کلی کاپر و پاوول لیسکا
- جایزه کلیسای جهانی
  - مسابقه: خدا وجود دارد، نام او پترونیاست اثر تئونا استروگار میتفسکا
  - پانوراما: سرزندگی اثر رود راتین
    - تقدیر ویژه: مسافر نیمه‌شب اثر حسن فضلی و امیلی مهدویان

  - فروم: زمین اثر نیکولاس گیرهالتر
- جایزهٔ سینمای هنری CICAE
  - پانوراما: ۳۷ ثانیه اثر هیکاری
  - فروم: شکست‌های ما اثر ژان-گابریل پریو
- نسل +۱۴
  - خرس نقره‌ای بهترین فیلم: قلب جوان ابله اثر سلما ویلهونن
    - تقدیر ویژه: ما زامبی‌های کوچک هستیم اثر ماکوتو ناگاهیسا

  - خرس نقره‌ای بهترین فیلم کوتاه: تَتو اثر فرهاد دل‌آرام
    - تقدیر ویژه: چهار کوارتت اثر مارکو آلسی
- نسل کِی‌پلاس
  - جایزهٔ بزرگ هیئت داوران نسل +۱۴ برای بهترین فیلم: خانه مرغ مگس اثر کیم بو-را
    - تقدیر ویژه: بلبل می‌تواند آواز بخواند اثر ریما داس

  - جایزهٔ ویژهٔ هیئت داوران نسل +۱۴ برای بهترین فیلم کوتاه: آزادی اثر فارن هیومز
    - تقدیر ویژه: خواهران ژاراریزو اثر ژرژ کادنا
- جایزهٔ هیئت داوران خوانندگان برلینر مورگن‌پست
  - برندهٔ جایزه: خرابکار سیستم اثر نورا فینگشیت
- جایزهٔ هیئت داوران خوانندگان تاگس‌اشپیگل
  - برندهٔ جایزه: Monsters. اثر Marius Olteanu
- جایزهٔ خوانندگان تدی نیروگرفته از QUEER.DE
  - برندهٔ جایزه: داستانی کوتاه از سیاره سبز اثر سانتیاگو لوزا
- جایزه فیلم گیلد
  - برندهٔ جایزه: خدا وجود دارد، نام او پترونیاست اثر تئونا استروگار میتفسکا
- جایزهٔ فیلم کالیگاری
  - برندهٔ جایزه: Heimat Is A Space in Time اثر Thomas Heise
- جایزه هاینر کارو
  - برندهٔ جایزه: Beauty and Decay اثر Annekatrin Hendel
- جایزه‌ی-کامپس-پرسپکتیو
  - برندهٔ جایزه: متولد اوین اثر مریم زارعی
- بورس آموزشی کمپانیون
  - پرسپکتیو دویچس کینو: To Be Continued اثر Julian Pörksen
  - استعدادهای برلیناله: Transit Times اثر Ana-Felicia Scutelnicu
- جایزهٔ بین‌المللی آرت‌کینو
  - برندهٔ جایزه: A Responsible Adult اثر Shira Geffen
- جایزه توسعهٔ تولید مشترک یوروایمجز
  - برندهٔ جایزه: Avalon PC برای Alcarràs
- جایزهٔ استعداد برجستهٔ VFF
  - برندهٔ جایزه: Vincenzo Cavallo برای Bufis
- جایزهٔ فیلم عفو بین‌الملل
  - برندهٔ جایزه: نوبت تو اثر الیسا کاپای
- جایزهٔ سینماهای اروپا
  - برندهٔ جایزه: بخیه‌ها اثر میروسلاو ترزیچ
- جایزهٔ فیلم صلح
  - برندهٔ جایزه: نوبت تو اثر الیسا کاپای
    - تقدیر ویژه: سیستم کِی اثر رنو بارت
    - تقدیر ویژه: مسافر نیمه‌شب اثر حسن فضلی و امیلی مهدویان